# Menepetalum cassinoides
Menepetalum cassinoides är en benvedsväxtart som beskrevs av Ludwig Eduard Theodor Loesener. Menepetalum cassinoides ingår i släktet Menepetalum och familjen Celastraceae. Inga underarter finns listade.